# Джон Пол Джоунс
Джон Пол Джоунс (John Paul Jones) е псевдоним на британския музикант Джон Болдуин (John Baldwin) – басист и кийбордист на популярната рок група „Лед Зепелин“. Другият негов прякор е Гръмовержецът.
Роден е на 3 януари 1946 година в Сидкъп, Кент (Англия). Псевдонимът му е даден от негов приятел, който вижда това име на филмов плакат във Франция. Освен на бас китара Джоунс умее да свири и на китара, мандолина, арфа и орган, както и на екзотични инструменти като кото (японски традиционен инструмент) и „хавайската китара“ укулеле.

## Биография
Джон Пол Джоунс е роден в музикално семейство, като баща му Джо Болдуин е известен пианист, участващ освен това в аранжиментите на много прочути групи през 40-те и 50-те. От баща си Джоунс се научава да свири на пиано още в ранна детска възраст. Първите му музикални кумири са блус изпълнителят Биг Бил Бруунзи и джаз басистът и пианист Чарлз Мингъс. Увлича се и по класическа музика, най-вече в лицето на Рахманинов. Още от малък Джоунс започва да се занимава с музика, записвайки се в музикалното училище в английската провинция Кент. На 14-годишна възраст е избран за главен хорист на училището и органист в местната църква. По същото време закупува и своята първа бас китара.
На 15 години се присъединява към своята първа група, наречена The Deltas, а малко по-късно заема позицията на басист в лондонската джаз рок група Jett Blacks. Първия си сериозен пробив в музикалния бранш Джоунс осъществява през 1962 година, взимайки участие като басист в групата на напусналите The Shadows Джет Харис и Тони Механ, които малко преди това са издали сънгъла Diamonds (участие в който има Джими Пейдж), изкачил се до номер едно в британските класации. 1964 получава оферта за редовни студийни сесии в звукозаписната компания Decca Records, където за първи път се среща с китариста Джими Пейдж, заедно с който по-късно работи по записите на албума на The Yardbirds Little Games. По време на престоя си в Decca Records Джоунс помага при аранжиментите и свири бас или кийборд за групи и изпълнители като The Rolling Stones, Донован, Джеф Бек, Род Стюърд, Кет Стивънс и много други.
След съвместната си работа с Джими Пейдж, двамата провеждат разговор, разисквайки възможността отново да работят заедно, което резултира в присъединяване на Джоунс към The Yardbirds, след като басистът Крис Дреха напуска. Преди него са напуснали и останалите членове на групата. Пейдж решава групата да продължи своето съществуване и ангажира освен Джоунс още певеца Робърт Плант и барабаниста Джон Бонъм, сменяйки името на Led Zeppelin.
Джон Пол Джоунс внася необходимата свежест в звученето на Лед Зепелин, като взима основно участие в аранжиментите на някои от най-силните песни на групата като Black Dog, The Rain Song, Kashmir и No Quarter. Негова е идеята за прибавянето на нови музикални инструменти към някои песни, като мандолина и кийборд, които сам изпълнява.
За разлика от останалите членове на групата, известни освен с музикалния си талант и с необузданото си държание, неспирни купони и публичен живот, Джоунс не обича да разкрива много от личния си живот и се отнася по-професионално и без много шум към работата с групата.
След разпадането на Лед Зепелин Джоунс продължава сесийната си работа, като свири за поредица от групи, включително R.E.M. и The Mission. Взима участия и в песни и клипове на бившия член на „Бийтълс“ Пол Маккартни, както и в 2 саундтрака към филмите Give Me Regards to Broad Street и Scream for Help, в който участва и Джими Пейдж.
През септември 1999 г. издава първия си соло албум Zooma, а дебютът му като вокалист е с албума Thunderthief през 2001 г.

## Солова дискография
- Zooma (1999)
- Lovin' Up a Storm (2001)
- The Thunderthief (2001)